# Mojkovac
Mojkovac (cirílico montenegrino: Мојковац, pronunciado [mɔ̌ːjkɔv̞at͡s]) é uma cidade no norte do Montenegro. Tem uma população de 4.120 (censo de 2003). A cidade é o centro do município de Mojkovac, que tem uma população de 10.066.